# هوا تو
هوا تو (بالصينية: 華佗) كان طبيب وجراح صيني عاش في أواخر سلالة هان الحاكمة. سجلت النصوص التاريخية وهي سجلات الممالك الثلاث وكتاب هان اللاحق «هوا» كأول شخص استخدم التخدير خلال الجراحة في الصين.[بحاجة لمصدر] كان يستخدم مخدر عام يجمع بين النبيذ مع طبخ عشبي يدعى (麻沸散; حرفياً: «مسحوق قنب يغلي»).